# Larajasse
Pour le lieu homophone « la Rajasse », voir Voreppe#Hameaux, lieux-dits et écarts.
Larajasse (Larajassi en francoprovençal du Pays lyonnais) est une commune française située dans le département du Rhône, en région Auvergne-Rhône-Alpes. Une des particularités de cette commune est qu'elle est constituée de trois villages bien distincts : L'Aubépin et Lamure à 820 m d’altitude et Larajasse à 690 m d’altitude en moyenne.

## Géographie
Commune située dans les monts du Lyonnais, dans le Rhône, à la limite du département de la Loire.

### Climat
Pour des articles plus généraux, voir Climat d'Auvergne-Rhône-Alpes et Climat du Rhône.
En 2010, le climat de la commune est de type climat des marges montargnardes, selon une étude du Centre national de la recherche scientifique s'appuyant sur une série de données couvrant la période 1971-2000. En 2020, Météo-France publie une typologie des climats de la France métropolitaine dans laquelle la commune est exposée à un climat de montagne ou de marges de montagne et est dans la région climatique  Nord-est du Massif Central, caractérisée par une pluviométrie annuelle de 800 à 1 200 mm, bien répartie dans l’année. 
Pour la période 1971-2000, la température annuelle moyenne est de 9,8 °C, avec une amplitude thermique annuelle de 16,6 °C. Le cumul annuel moyen de précipitations est de 908 mm, avec 9,9 jours de précipitations en janvier et 7,1 jours en juillet. Pour la période 1991-2020, la température moyenne annuelle observée sur la station météorologique de Météo-France la plus proche, « Saint-Symphorien-C », sur la commune de Saint-Symphorien-sur-Coise à 4 km à vol d'oiseau, est de 10,5 °C et le cumul annuel moyen de précipitations est de 861,2 mm,. Pour l'avenir, les paramètres climatiques de la commune estimés pour 2050 selon différents scénarios d'émission de gaz à effet de serre sont consultables sur un site dédié publié par Météo-France en novembre 2022.

## Urbanisme

### Typologie
Au 1er janvier 2024, Larajasse est catégorisée commune rurale à habitat dispersé, selon la nouvelle grille communale de densité à sept niveaux définie par l'Insee en 2022.
Elle est située hors unité urbaine. Par ailleurs la commune fait partie de l'aire d'attraction de Lyon, dont elle est une commune de la couronne,. Cette aire, qui regroupe 397 communes, est catégorisée dans les aires de 700 000 habitants ou plus (hors Paris),.

### Occupation des sols
L'occupation des sols de la commune, telle qu'elle ressort de la base de données européenne d’occupation biophysique des sols Corine Land Cover (CLC), est marquée par l'importance des territoires agricoles (92,4 % en 2018), en diminution par rapport à 1990 (93,3 %). La répartition détaillée en 2018 est la suivante : 
prairies (60,3 %), zones agricoles hétérogènes (32,1 %), forêts (6,8 %), zones urbanisées (0,8 %). L'évolution de l’occupation des sols de la commune et de ses infrastructures peut être observée sur les différentes représentations cartographiques du territoire : la carte de Cassini (XVIIIe siècle), la carte d'état-major (1820-1866) et les cartes ou photos aériennes de l'IGN pour la période actuelle (1950 à aujourd'hui).

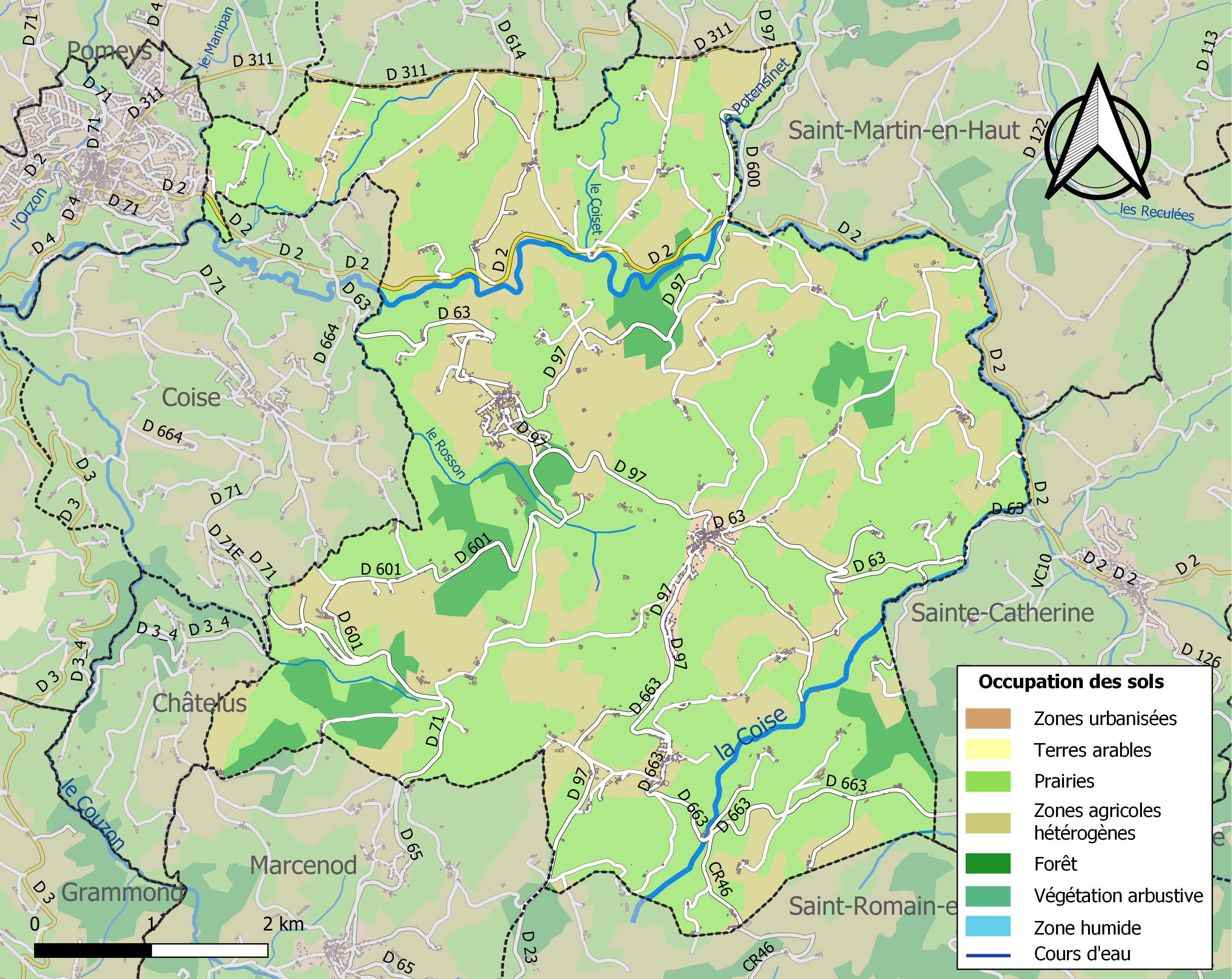
Carte des infrastructures et de l'occupation des sols de la commune en 2018 (CLC).

## Histoire
La commune est composée de trois villages : Larajasse, L'Aubépin et Lamure. Chaque bourg possède son église, son cimetière et son monument aux morts.
En 1814, les trois villages sont regroupés en une seule commune.

La commune cède en 1868 une partie de son territoire, avec Saint-Christo-en-Jarez, pour donner naissance à la nouvelle commune de Marcenod, dans le département de la Loire.
Le château de la commune de Larajasse (château de Varax aujourd'hui habité) contient de nombreuses dépendances dissimulées partout dans le village. Il a été construit au XVIIe siècle au côté de l'église Sainte-Anne.
L'église Sainte-Anne de Larajasse aurait probablement été construite au XIe siècle. Des écrits de cette période mentionnent une paroisse installée ici. On trouve également une paroisse, un couvent, une maison de retraite, bâtiment construits en la même période.

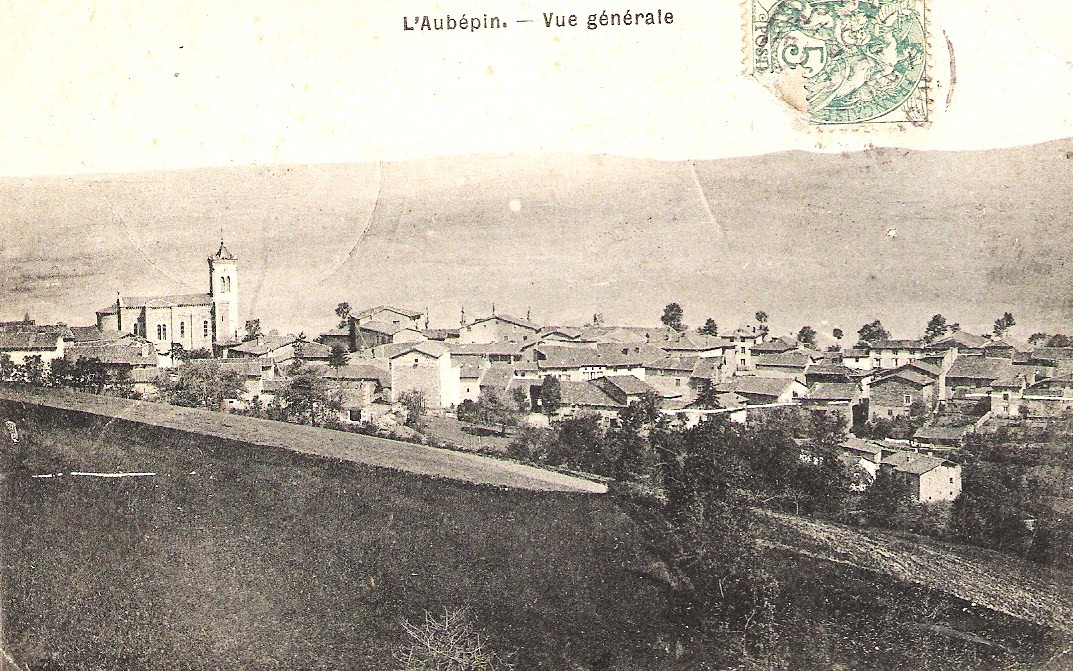
L' Aubépin, vue générale.
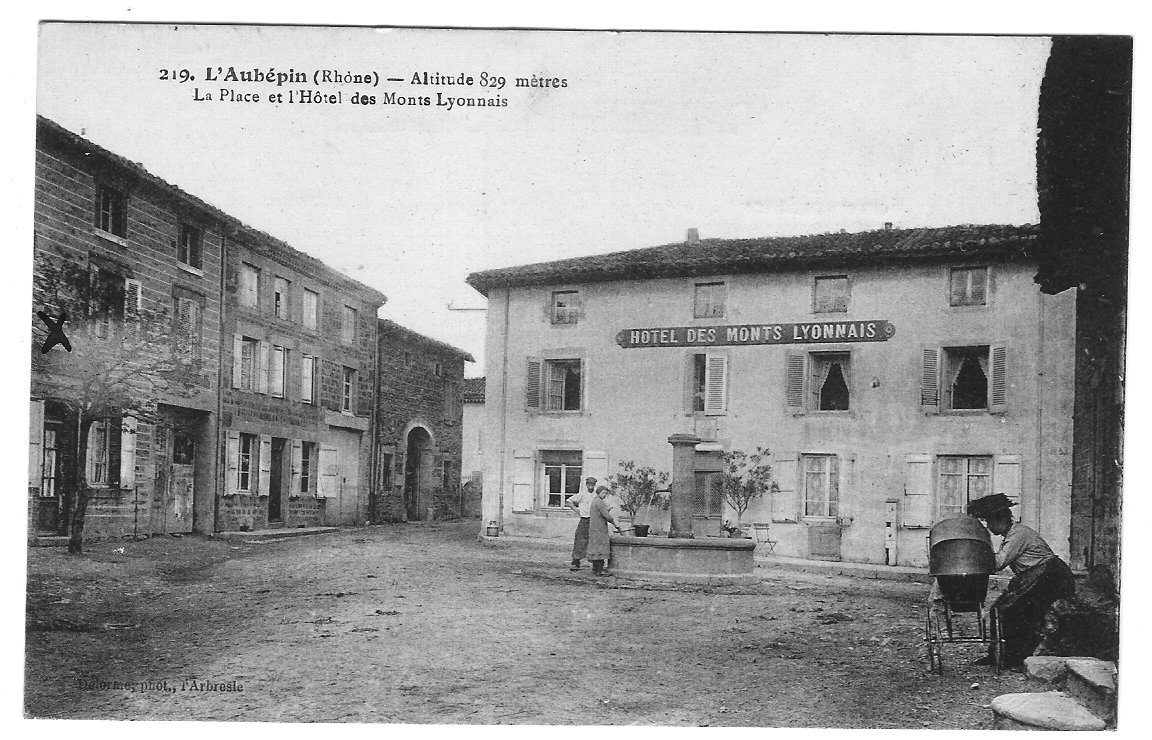
L' Aubépin.

## Politique et administration
| Période                                  | Période  | Identité        | Étiquette | Qualité                                         |
| ---------------------------------------- | -------- | --------------- | --------- | ----------------------------------------------- |
| 1965                                     | 2001     | Bernard Jacoud  |           |                                                 |
| 2001                                     | 2008     | Paul Bordet     |           |                                                 |
| mars 2008                                | 2014     | Jeanine Viricel |           | 4e vice-présidente de la Communauté de communes |
| 2014                                     | En cours | Fabrice Bouchut |           |                                                 |
| Les données manquantes sont à compléter. |          |                 |           |                                                 |

## Population et société

### Démographie
L'évolution du nombre d'habitants est connue à travers les recensements de la population effectués dans la commune depuis 1793. Pour les communes de moins de 10 000 habitants, une enquête de recensement portant sur toute la population est réalisée tous les cinq ans, les populations de référence des années intermédiaires étant quant à elles estimées par interpolation ou extrapolation. Pour la commune, le premier recensement exhaustif entrant dans le cadre du nouveau dispositif a été réalisé en 2006.

En 2022, la commune comptait 1 820 habitants, en évolution de −1,99 % par rapport à 2016 (Rhône : +3,93 %, France hors Mayotte : +2,11 %).
| 1793  | 1800  | 1806  | 1821  | 1831  | 1836  | 1841  | 1846  | 1851  |
| ----- | ----- | ----- | ----- | ----- | ----- | ----- | ----- | ----- |
| 1 840 | 1 740 | 1 860 | 2 197 | 2 612 | 2 545 | 2 565 | 2 543 | 2 663 |

| 1856  | 1861  | 1866  | 1872  | 1876  | 1881  | 1886  | 1891  | 1896  |
| ----- | ----- | ----- | ----- | ----- | ----- | ----- | ----- | ----- |
| 2 617 | 2 559 | 2 588 | 2 341 | 2 371 | 2 396 | 2 441 | 2 341 | 2 298 |

| 1901  | 1906  | 1911  | 1921  | 1926  | 1931  | 1936  | 1946  | 1954  |
| ----- | ----- | ----- | ----- | ----- | ----- | ----- | ----- | ----- |
| 2 218 | 2 156 | 2 046 | 1 794 | 1 713 | 1 679 | 1 712 | 1 756 | 1 604 |

| 1962  | 1968  | 1975  | 1982  | 1990  | 1999  | 2006  | 2011  | 2016  |
| ----- | ----- | ----- | ----- | ----- | ----- | ----- | ----- | ----- |
| 1 486 | 1 442 | 1 335 | 1 358 | 1 371 | 1 477 | 1 668 | 1 821 | 1 857 |

| 2021  | 2022  | - | - | - | - | - | - | - |
| ----- | ----- | - | - | - | - | - | - | - |
| 1 834 | 1 820 | - | - | - | - | - | - | - |

### Manifestations culturelles et festivités
De nombreux artistes sont passés dans la commune, dans le cadre de concerts (Patrick Fiori, Patricia Kaas, Nolwenn Leroy, Hélène Ségara, Michèle Torr, Roland Magdane, Michael Jones, ou encore Gérard Lenorman...).

### Enseignement
- École publique
- École privée Saint François

### Sports
Un club de football, l'Association sportive de Larajasse (ASL), est créé en 1970. Les joueurs évoluent sur le stade de la Marthaudière, inauguré la même année, jusqu'à la mise en service d'un nouveau stade en 1994 à l’autre extrémité du village. Après près d'un demi-siècle d’entraînements et compétitions au sein de l'ASL, les footballeurs de Larajasse intègrent l'Union sportive des monts (USDM), née d'une fusion regroupant les communes de Larajasse, Sainte-Catherine, Chabanière et Riverie.
Le basket-ball, dont la pratique est également ancienne à Larajasse, a fait ses débuts sur un terrain en plein air au cœur du village et s'exerce depuis 2004 dans une salle couverte du pôle d'animation dans le cadre du Basket club de Larajasse.
Le Twirling club a transformé les chorégraphies tout aussi anciennes des majorettes de Larajasse en un sport artistique combinant manipulation du bâton, gymnastique et danse.
Une diversité d'autres sports est assurée par les clubs et associations : du badminton au ping-pong en passant par la gymnastique, l'initiation à l'équitation grâce aux poneys qui conduiront de jeunes cavaliers à passer plus tard au cheval, ou même la compétition automobile et ses épreuves de stock cars.
Une piste de ski équipée d'un remonte-pente entre en fonction en 1973 sur les hauteurs entre les Roches et la croix des Séchères. Une deuxième voie est ouverte peu après au-dessus de Grand-But. L'amoindrissement de l'enneigement conduit toutefois à les fermer après une dizaine d'années de fonctionnement.

## Culture locale et patrimoine

### Lieux et monuments
Monuments civils
- Château de Vaudragon
- Château de Varax
- Château de Lafay[19]

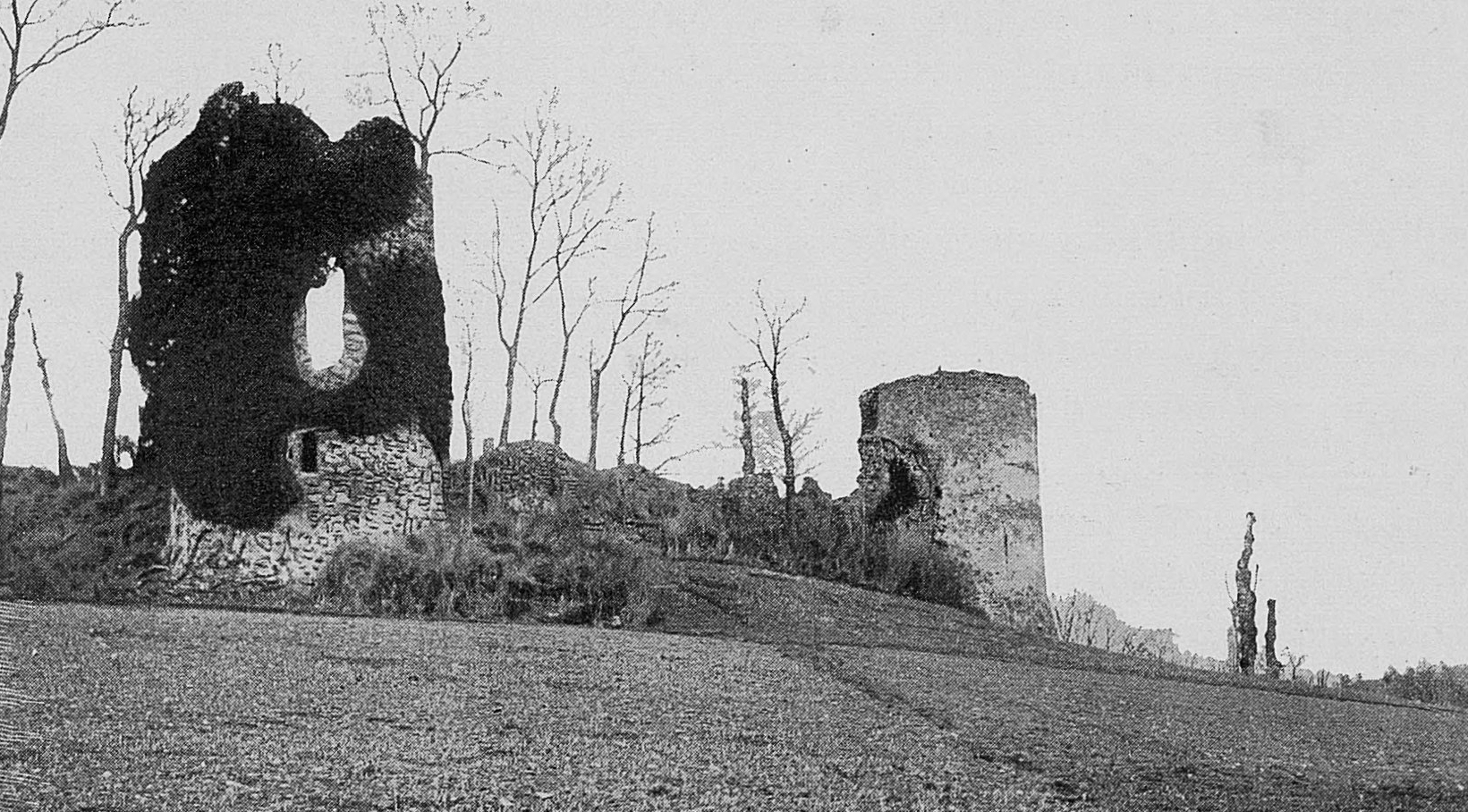
Les ruines du château de Vaudragon au début du XXe siècle.
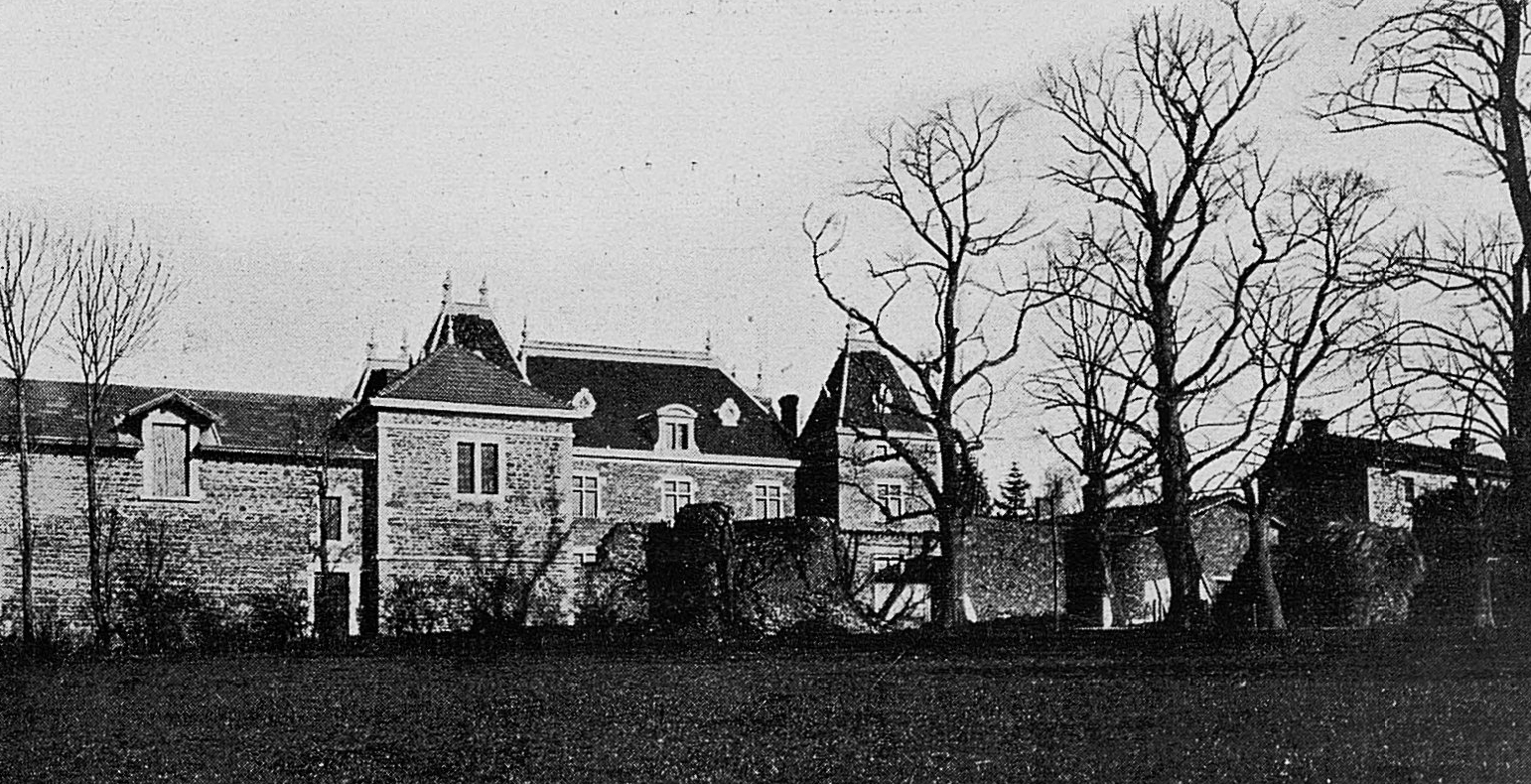
Le château de Varax.
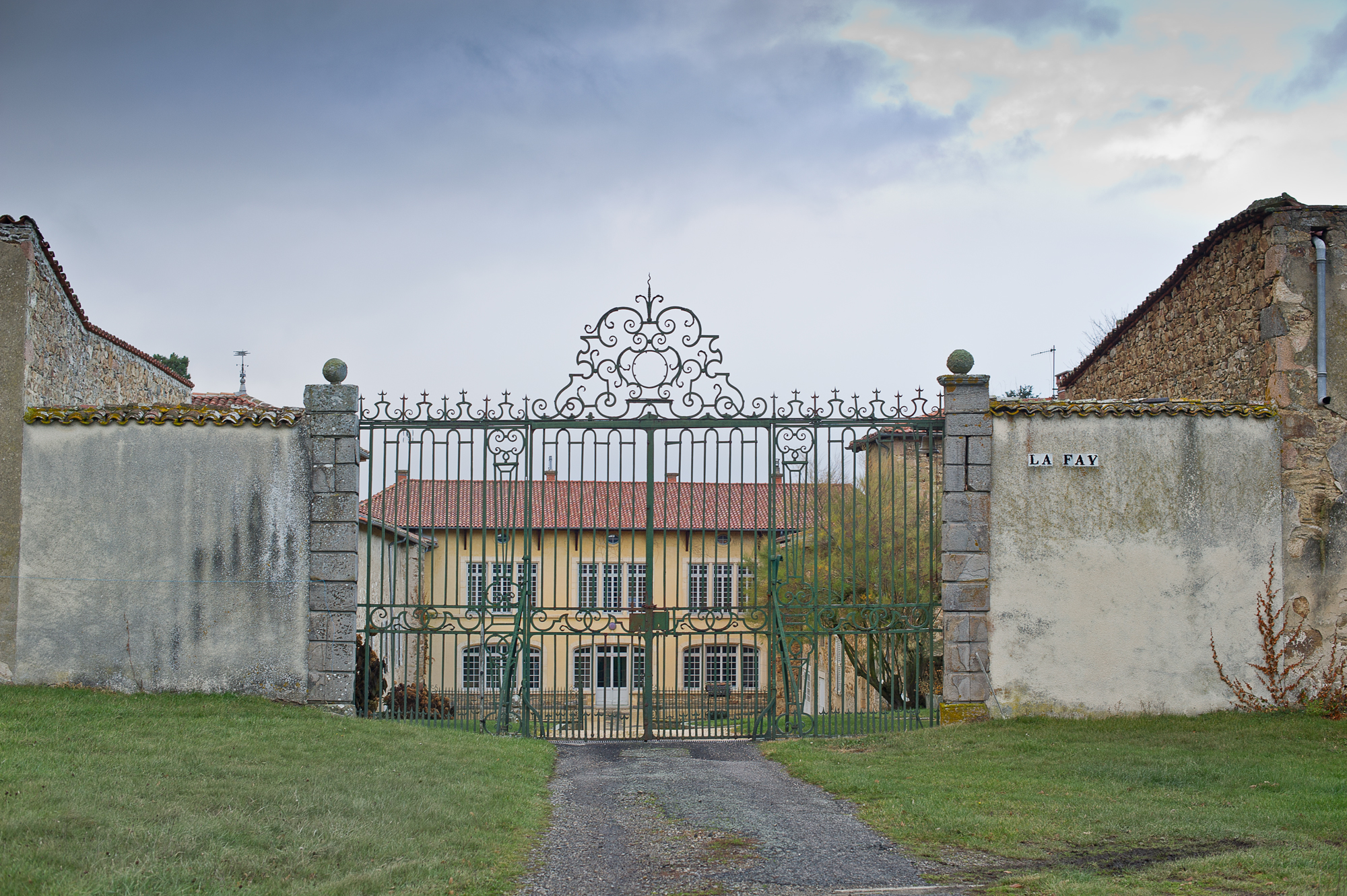
La grille monumentale du château de Lafay.

- Il y a plusieurs monuments aux morts à Larajasse[20] :
  - Le monument dans le centre du bourg, au carrefour du chemin des noisettes et de la rue des grands sapins (D 97). En forme de retable (ou de mur ?) en granit gris surmonté d'un entablement en granit rose. Son centre est marqué par une croix latine dressée, au-dessus de l'inscription PAX et de la dédicace. De part et d'autre, sur les volets droit et gauche du triptyque, les noms des morts sont gravés sur des plaques de marbre noir apposées.
  - Le monument près du cimetière de l'Aubépin. Cette stèle est en forme de bloc granitique sur la partie supérieure, avec une croix latine inscrite dans un cercle ; en dessous l'inscription « PAIX SUR TERRE » et une palme en bronze sont apposées. Une plaque de marbre lisse accueille les noms des morts de 1914-1918, 1939-1945 et d'Afrique française du Nord.
  - Le monument dans le centre de Lamure. La stèle en granit rose est entourée de haies végétales. Elle a pour décor de petits drapeaux tricolores, très effacés, de part et d'autre de la dédicace. Une zone funéraire est signifiée devant la stèle.
  - Le monument près de la chapelle Saint-Apollinaire.

Monuments religieux
- Église Sainte-Anne de Larajasse (XVe siècle)
- Église Saint-Jacques et Saint-Philippe de L'Aubépin (1864)
- Église de l'Immaculée Conception de Lamure (1862)
- Chapelle Saint-Pierre (1706)
- Chapelle Notre-Dame de la Salette (1870)
- Chapelle Saint-Apollinaire[19],[21],[Note 3] (XIIIe siècle)
- Chapelle du cimetière (1819)
- Ancien couvent de la Providence à Larajasse
- Oratoire de Montbret

### Espaces verts et fleurissement
En 2014, la commune obtient le niveau « une fleur » au concours des villes et villages fleuris.

### Gastronomie
Depuis le XIXe siècle, la commune de Larajasse s'est fait une spécialité du pâté aux poires. Sorte de chausson en pâte à pain, replié aux rebords arrondis et ourlés, fourrés de fruits de saison : la plupart de temps de poires, ou de pommes.